# Stragi di Perugia
(Giosuè Carducci, Juvenilia, Libro VI, XCII, 1906)
Le stragi di Perugia indicano gli avvenimenti storici risorgimentali avvenuti il 20 giugno 1859 a Perugia, ad opera delle truppe pontificie inviate da papa Pio IX che procedettero all'occupazione della città, con saccheggio e massacro di civili, per punire i cittadini colpevoli di essersi ribellati al dominio dello Stato della Chiesa.

## Storia

### Contesto
Le "stragi di Perugia" vanno ascritte alla situazione che si verificò durante la seconda guerra di indipendenza che vide per Perugia una cifra stimata di ottocento giovani accorrere volontari nell'esercito sardo sui campi di battaglia dell'Italia settentrionale; mentre nella stessa città era pronto un comitato insurrezionale collegato con la Società Nazionale, particolarmente con i centri di quest'ultima a Firenze e a Bologna.
Il comitato si mosse il 14 giugno per chiedere al governo pontificio, attraverso il suo rappresentante a Perugia monsignor Luigi Giordani, di abbandonare la posizione di neutralità assunta nella guerra italiana. Il rappresentante pontificio rifiutò di collaborare. Il comitato lo cacciò e diede vita a un governo provvisorio composto da persone di spicco in Perugia quali Francesco Guardabassi, Nicola Danzetta, Zeffirino Faina, Tiberio Berardi, Carlo Bruschi, Antonio Cesarei e Filippo Tantini, che offrì la dittatura a Vittorio Emanuele.
A tale organo supremo facevano capo un comando di piazza, un comitato di difesa e altri organi di pubblica sicurezza. Infatti fu subito chiaro che il governo pontificio era deciso ad arginare i movimenti filo-unitari che minacciavano di estendersi a tutto lo stato: per questo non rinunciava al controllo di Perugia e si preparava a dare un duro esempio, riprendendola con la forza. Era anche chiaro che non c'era da attendersi appoggio da Cavour, che aveva le mani legate da precisi accordi con Napoleone III, anche se l'insurrezione perugina era in sintonia con la sua politica unitaria.
Il Cardinal Segretario di Stato Giacomo Antonelli, informato dell'accaduto, comunicò il 14 giugno stesso a monsignor Giordani (ritiratosi a Foligno) di «impedire insieme alla truppa ogni disordine, chiamando anche ove occorra qualche compagnia da Spoleto», nell'attesa di rinforzi di «due mila uomini e forse anche francesi». L'aiuto francese fu però rifiutato dal comandante dei corpi d'occupazione de Goyon, ma si approntò la spedizione del 1º reggimento estero, che contava circa 1 700 uomini, guidati dal colonnello Antonio Schmidt d'Altorf. Essi giunsero a Foligno il 19 giugno, dove Schmidt, monsignor Giordani e il Consigliere di Stato Luigi Lattanzi decisero di muovere immediatamente verso Perugia, onde evitare l'arrivo di rifornimenti alla città dalla Toscana.

### Massacri e saccheggi

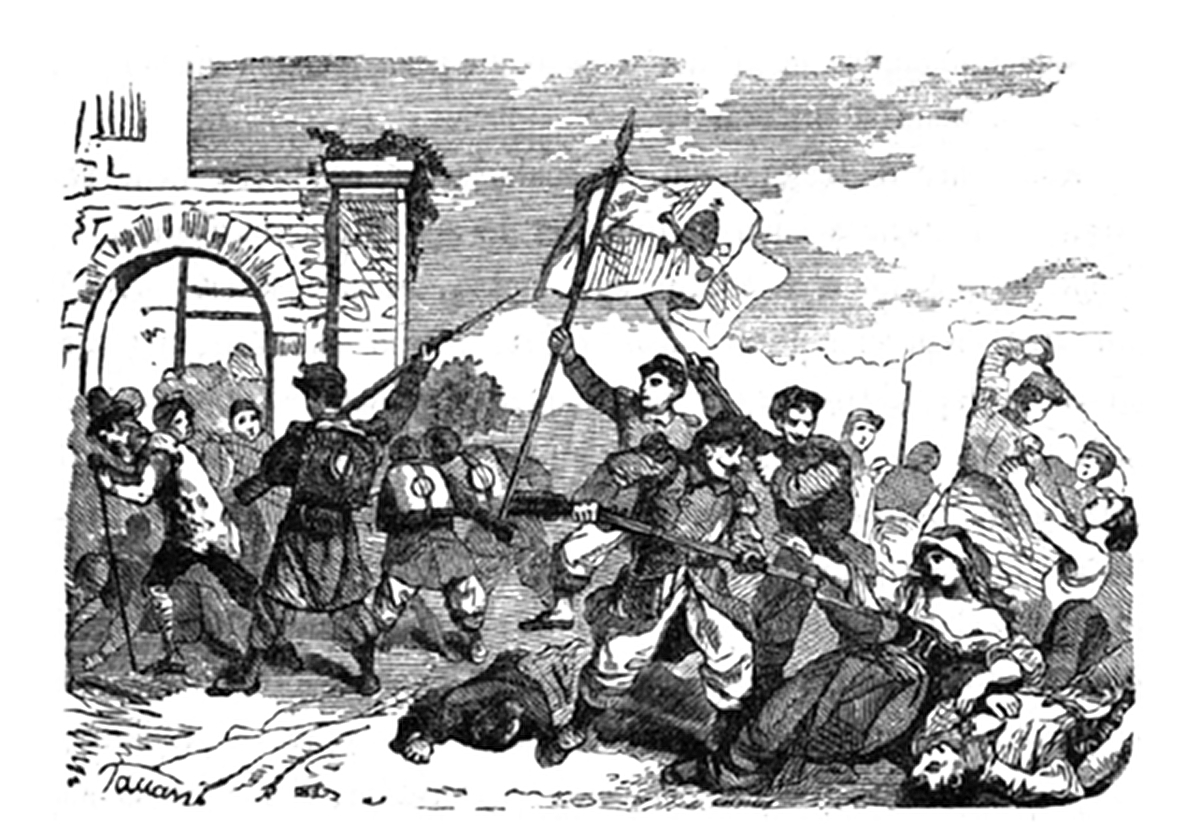
Stampa del tempo raffigurante il massacro

Il governo provvisorio rivolse perciò un appello al popolo perché si preparasse alla difesa e tale appello fu accolto. 
Quando il 20 giugno le truppe papali, forti di circa duemila uomini in gran parte svizzeri, si presentarono davanti a Perugia, trovarono un migliaio di cittadini dispersi su un ampio fronte, male organizzati e poco armati - dalla Toscana erano giunte poche centinaia di fucili e per giunta non tutti in buono stato - ma animati dalla volontà di difendersi.
La resistenza fu spezzata dopo un breve e accanito combattimento che ebbe come epicentro Porta San Pietro e che costò 10 perdite ai pontifici e 27 ai perugini. Ad esso seguì un saccheggio, accompagnato da stupri, violenze e massacro di civili, che rese immediatamente famoso il primo episodio di guerra popolare del 1859. 
Figura di rilievo durante le stragi fu quella di Placido Acquacotta, abate del monastero di San Pietro, che nascose e aiutò nella fuga numerosi civili, tra cui Benedetto Spagna, che fuggì presso Mercatello sul Metauro dove trovò rifugio per sé e per i documenti del Governo Provvisorio.

## Testimonianze
Numerosi contemporanei descrissero l'accaduto. Così è raccontato nelle parole del Sottointendente militare pontificio Monari:
(da Le stragi di Perugia - L'insulto a Dio, in «La Propaganda» n.461 del 2 luglio 1903)
Anche lo storico Pasquale Villari descrisse l'accaduto nella sua opera Storia generale d'Italia:
(Il risorgimento, in «Storia generale d'Italia», diretta da Pasquale Villari. F. Vallardi editore. Milano, 1881, pag. 376)
L'ambasciatore degli Stati Uniti a Roma, Stockton, scrisse al suo governo:
(H. Nelson Gay, p. 149)
Il New York Times, in riferimento alla vicenda della famiglia statunitense dei Perkins, testimone e vittima delle violenze, scrisse:
(The Massacre at Perugia - The outrage to Mr. Perkins and his Party, «New York Times», 25 giugno 1859)

### Dibattito storico sulle responsabilità e tesi revisionista
Restano un punto oscuro le effettive responsabilità dello Stato Pontificio e dello stesso Pontefice Pio IX, il quale però istituì la medaglia "Benemerenti" per la presa di Perugia da assegnarsi ai soldati pontifici che parteciparono alla presa e promosse poi il colonnello Antonio Schmidt, comandante della spedizione, a generale di brigata; inoltre, il cardinale Vincenzo Gioacchino Pecci (futuro papa Leone XIII) celebrò  solennemente i funerali dei dieci soldati pontifici caduti, con l'iscrizione sul catafalco funebre: Beati mortui qui in Domino moriuntur ("Beati i morti che muoiono nel Signore"). 
Rimane il fatto che alla partenza del Pontefice da Roma, pare che il colonnello Schmidt abbia ricevuto le seguenti istruzioni segrete, firmate dal Cavalier Luigi Mazio, Uditore generale militare (che assunse la carica di Commissario Sostituto del Ministro pontificio delle armi, essendo essa vacante, così come quella del Ministro):
(in R. Ugolini, p. 357, in H. Nelson Gay, p. 119 e in Tomassini, p. 243)
L'ordine, divenuto pubblico il 29 giugno, fu smentito dal governo pontificio, che lo definì «maligna invenzione» e comunque 'dolosa'.
La sedicente storica Angela Pellicciari, basandosi su fonti propagandistiche di parte cattolico-intransigente, evoca la tesi secondo cui l'insurrezione di Perugia (Strage di Perugia, che strage non è) sarebbe stata un evento esplicitamente voluto dallo stesso Cavour, come pretesto un anno dopo per l'invasione delle Marche. 
Il 17 ottobre 2008, in occasione di un convegno organizzato dal Circolo Giorgio La Pira dal titolo ‘Perugia, XX giugno 1859. Una rilettura della nostra storia’, alla presenza degli storici Francesco Pappalardo, Valerio De Cesaris e Roberto Martucci, viene affermato che 
(20 giugno 1859: fu vera strage? Un convegno del Circolo La Pira aiuta a separare la storia dal 'mito' costruito ad hoc da Cavour e seguaci, in «La Voce», 24 ottobre 2008)
Resta comunque il fatto che la storiografia più accreditata continua a sottolineare, talvolta con toni accesi, le suddette responsabilità papali. 
In ogni caso, per le azioni compiute a favore dell'Unità d'Italia, la città di Perugia è dal 1898 la nona tra le 27 città decorate con medaglia d'oro come "benemerite del Risorgimento nazionale"
L'archivio documentale del Governo Provvisorio è custodito presso la Biblioteca comunale Augusta.

### Reazioni cronachistiche
Durante le violenze condotte dalle truppe, una famiglia statunitense (la famiglia Perkins), poté rendere note le stragi di Perugia con larga eco in tutto il mondo, venendo recepite come "stragi autorizzate dal papa", e divenendo un punto fermo della tradizione patriottica cittadina. Non si deve al caso ma a una consapevole pianificazione se, durante la seconda guerra mondiale, la liberazione della città, già abbandonata giorni addietro dagli occupanti nazisti, fu fatta coincidere con la ricorrenza della strage del 20 giugno. 

### Citazioni letterarie
- Giosuè Carducci ricordò l'evento nel suo sonetto Per le stragi di Perugia nel quale espresse una forte critica verso l'armata papale, adducendo a motivo una apparente inconciliabilità fra il sangue sparso e l'insegnamento di Cristo.

- Le stragi avvenute a Perugia, grazie all'ampia eco che ebbero oltreoceano, ispirarono inoltre il poeta statunitense John Greenleaf Whittier, nel suo From Perugia.

### Monumento

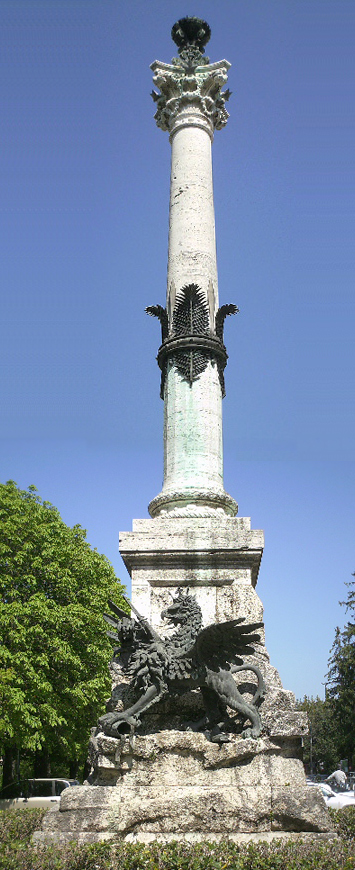
Perugia, monumento ai caduti del 20 giugno 1859

A ricordo delle stragi e della strenua difesa cittadina, nel primo cinquantenario dell'avvenimento (1909), fu edificato un Monumento ai caduti del 20 giugno 1859, ad opera di Giuseppe Frenguelli. L'abitato compreso tra Porta San Costanzo, il convento e la basilica di San Pietro con edifici annessi, i giardini del Frontone, fino a Porta San Pietro è stato rinominato "Borgo XX Giugno" o "Borgo Bello".

### Commemorazioni
Ogni anno il Comune di Perugia dedica dei festeggiamenti civici in occasione della fatidica data, con preposte celebrazioni e la deposizione di una corona di fiori rispettivamente ai piedi del monumento funebre ai caduti presso il Cimitero Monumentale di Perugia e alla base del Monumento in Borgo XX Giugno.
Inoltre diverse associazioni culturali organizzano manifestazioni, presentazioni di libri, convegni e soprattutto visite guidate nel quartiere e la Società generale operaia di mutuo soccorso degli artisti ed artigiani di Perugia espone i labari storici listati a lutto (custoditi nel proprio archivio), che ricordano le vittime della strage e che, all'inizio del XX secolo, erano posti nei luoghi ove si svolsero gli avvenimenti. 
La massoneria del Grande Oriente d'Italia annovera e celebra la data del 20 giugno come festa simbolo di libertà contro il potere temporale pontificio in quanto, secondo la tradizione, i componenti del Governo Provvisorio erano tutti massoni.